# Lamar Hunt
Lamar Hunt (2 de agosto de 1932-13 de diciembre de 2006) fue un promotor estadounidense de fútbol americano, fútbol, baloncesto, tenis y hockey sobre hielo en Estados Unidos e integrante del Salón de la Fama de tres diferentes deportes (fútbol americano, fútbol y tenis). Fue el principal fundador de la Liga Americana de Fútbol (AFL) y la Major League Soccer (MLS), así como el predecesor North American Soccer League (NASL).
Hunt cofundó el Campeonato del Mundo de Tenis y fue también el fundador y propietario del equipo de la National Football League los Kansas City Chiefs, los Kansas City Wizards y en su muerte era dueño de dos equipos de la MLS, Columbus Crew y FC Dallas. El torneo más antiguo de fútbol en Estados Unidos, la Lamar Hunt U.S. Open Cup. (fundada en 1914), actualmente lleva su nombre en honor a su papel pionero en este deporte en Estados Unidos.

## Primeros años
Hunt nació en El Dorado, Arkansas, hijo del magnate petrolero HL Hunt, hermano menor de los magnates Nelson Bunker Hunt y William Herbert Hunt. Lamar se crio en Dallas, Texas. Asistió a la Academia Militar Culver y se graduó de la escuela de la colina en Pensilvania en 1951 y en 1956, ingreso a la Universidad Metodista del Sur en Dallas y obtuvo una licenciatura en geología.

## Trayectoria

### Fundación de la American Football League
En la fuerza de su gran riqueza heredada del petróleo, Hunt solicitado una franquicia de expansión de la Liga Nacional de Fútbol Americano pero fue rechazada. En 1959, el fútbol americano profesional tenía un distante segundo lugar a la Major League Baseball en popularidad, y el pensamiento de los ejecutivos de la NFL fue que la liga debe tener cuidado de no "saturar en exceso" el mercado mediante la expansión demasiado rápido. Hunt también intentó comprar la franquicia de la NFL los Chicago Cardinals en 1959, con la intención de trasladarlos a Dallas, pero de nuevo se vino hacia abajo.
En respuesta, Hunt se acercó a varios otros hombres de negocios que también había intentado sin éxito obtener franquicias de la NFL, incluyendo Adams Bud de Houston, sobre la formación de una nueva liga de fútbol americano, y la American Football League fue fundada en agosto de 1959. El grupo de los ocho fundadores de los equipos de la AFL fue referido como el "Club Foolish". El objetivo de Hunt era traer el fútbol americano profesional a Texas y para adquirir un equipo de la NFL para la familia Hunt, Lamar se convirtió en propietario del Dallas Texans y contrataron al futuro miembro del Salón de la Fama Hank Stram como entrenador del equipo.

### Propiedad y fusión NFL
Los Dallas Texans fueron uno de los equipos de la AFL con más éxito en los primeros días de la liga, pero el éxito no atrajo aficionados en gran número, los Texans tuvieron que competir por la lealtad de sus fanes con sus rivales de la NFL, los Dallas Cowboys. En 1963, Hunt comenzó a considerar el traslado del equipo. Kansas City se convirtió en una de las ciudades que compiten por la franquicia. Para convencer a Hunt de mover al equipo a Kansas City, alcalde H. Roe Bartle prometido a Hunt la asistencia de 25.000 personas por partido. Hunt, finalmente accedió a trasladar el equipo a Kansas City y en 1963 los Texanos de Dallas se convirtió en el Kansas City Chiefs.
En 1966, la NFL y la AFL acordaron fusionarse, con un juego de campeonato entre las dos ligas que se jugarán después de esa temporada, el 25 de julio de 1966 en una carta al comisionado de la NFL Pete Rozelle, Hunt escribió: "He bromeando con llamarlo 'Super Bowl', que obviamente se puede mejorar". Hunt, diría más tarde que el nombre fue probablemente porque sus hijos habían estado jugando con una bola estupenda de juguete. Aunque los dueños de las ligas decidieron el nombre de "AFL-NFL Championship Game", los medios de comunicación inmediatamente recogieron el nombre de Hunt "Super Bowl", que se convertiría oficial.
Las dos primeras temporadas de los Chiefs en cuanto a la asistencia no coincidían con los niveles que el alcalde había prometido, pero en 1966 la asistencia media por partidos para Chiefs aumentó y llegó a 37.000. En 1969 la asistencia promedio para Chiefs había alcanzado 51.000, en 1966 los Jefes ganó su primer Campeonato de la AFL y alcanzaron el primer Super Bowl, que los Chiefs perdieron ante los Green Bay Packers. Los Chiefs se mantuvieron con éxito durante la década de 1960 y en 1970 los Chiefs ganaron el Campeonato de la AFL y el Super Bowl IV (el Super Bowl que jugó por última vez cuando la AFL era una liga independiente antes de ser absorbido en la NFL como la American Football Conference) sobre el fuertemente favorecido Minnesota Vikings.
En 1972, Hunt fue el primer personaje de la Liga Americana de Fútbol exaltado al Salón de la Fama, el trofeo entregado cada año en el AFC Champions da nombre al trofeo Lamar Hunt. En 1984, Hunt también fue incluido en el Salón de la Fama del Deporte de Texas, Hunt insistió en que se enumeran en la guía de equipo de medios como el fundador del Estado Mayor en lugar de propietarios el cotiza su número de teléfono en la guía telefónica hasta su muerte.

### North American Soccer League
En 1967, ayudó a promover el fútbol profesional en los Estados Unidos el interés de Hunt por el fútbol comenzó en 1962, cuando acompañó a su futura esposa Norma a ver un partido en Dublín, Irlanda. En 1966, vio la Copa Mundial de Fútbol de 1966 en Inglaterra.
En 1967, fundó Dallas Tornado como miembros de la United Soccer Association. En 1968, la liga se fusionó con la National Professional Soccer League para formar la North American Soccer League, el Dallas Tornado ganó el campeonato de la NASL en 1971 y fue subcampeón de 1973.

### Major League Soccer
Lamar Hunt también fue uno de los inversionistas y fundadores originales de la Major League Soccer, que debutó en 1996, en un principio era dueño de dos equipos, el Columbus Crew y los Kansas City Wizards. En 1999, Hunt financió la construcción del Columbus Crew Stadium, el primero de varios grandes estadios específicos de fútbol en los Estados Unidos. En 2003, Hunt compró un tercer equipo, el Dallas Burn, después de anunciar que financiaría parcialmente la construcción de su propio estadio específico de fútbol. El 31 de agosto de 2006, Hunt vendió los Kansas City Wizards a un grupo de seis propietarios dirigidos por Cerner Corporation Patterson cofundadores Neal y Illig Cliff.

## Muerte
Lamar Hunt murió el día 13 de diciembre de 2006, en el Hospital Presbiteriano de Dallas por complicaciones relacionadas con el cáncer de próstata, a su muerte el dueño de los Dallas Cowboys, Jerry Jones, llamó a Hunt: "Uno de los fundadores de la NFL como lo conocemos hoy en día ... Ha sido una inspiración para mí".